# استرایکر (اوهایو)
استرایکر (به انگلیسی: Stryker) یک روستا در ایالات متحده آمریکا است که در شهرستان ویلیامز، اوهایو واقع شده‌است. استرایکر ۲٫۲۸ کیلومتر مربع مساحت و ۱٬۳۳۵ نفر جمعیت دارد و ۲۱۷ متر بالاتر از سطح دریا واقع شده‌است.